# Teitelbach
Teitelbach ist ein Weiler der Ortsgemeinde Trimport im Eifelkreis Bitburg-Prüm in Rheinland-Pfalz.

## Geographische Lage
Teitelbach liegt rund 1,3 km südöstlich des Hauptortes Trimport in leichter Tallage. Der Weiler ist hauptsächlich von landwirtschaftlichen Nutzflächen sowie einem ausgedehnten Waldgebiet im Südosten umgeben. Durch den Weiler fließt der namensgebende Teitelbach. Es handelt sich um ein Sackgassendorf.

## Geschichte
Das Gebiet um den heutigen Weiler war vermutlich schon früh besiedelt, was durch den Fund einer römischen Siedlungsstelle am Beginn des Waldgebietes, südöstlich von Teitelbach, belegt werden konnte. Der genaue Ort der Siedlung konnte allerdings nicht mehr bestimmt werden.

## Kultur und Sehenswürdigkeiten

### Hofkapelle
In Teitelbach befindet sich eine Muttergotteskapelle aus dem Jahre 1978. Es handelt sich um einen kleinen Saalbau mit einem Spitzbogen als Portal. Erbaut wurde das Gebäude aus gelbem Kalkstein. Das Andachtsbild bildet eine zeitgenössische Schutzmantelmadonna.

### Naherholung
Zum Wandern eignet sich in der Region um Teitelbach vor allem das Waldgebiet in Richtung Auw an der Kyll sowie die dortigen Wanderwege durch das bewaldete Kylltal. Hier existiert zudem der Kyll-Radweg.

## Wirtschaft und Infrastruktur

### Unternehmen
Im Weiler ist ein landwirtschaftlicher Betrieb mit Obstbrennerei ansässig.

### Verkehr
Es existiert eine regelmäßige Busverbindung ab Trimport.
Teitelbach ist durch die Kreisstraße 32 erschlossen. Diese endet im Weiler. Südlich von Teitelbach verläuft die Landesstraße 2 von Idenheim in Richtung Auw an der Kyll.